# Alaska (album av Between the Buried and Me)
Alaska är det är det amerikanska progressive metal-bandet Between the Buried and Mes tredje studioalbum. Albumet gavs ut i september 2005 på Victory Records och var gruppens första skiva med den banduppställning som skulle vara till 2025.
En musikvideo spelades in till titelspåret.

## Låtlista
All sångtext är skriven av Tommy Giles Rogers, alla låtar är komponerade av Between the Buried and Me.
| Nr  | Titel                                    | Längd |
| --- | ---------------------------------------- | ----- |
| 1.  | "All Bodies"                             | 6:12  |
| 2.  | "Alaska"                                 | 3:57  |
| 3.  | "Croakies and Boatshoes"                 | 2:22  |
| 4.  | "Selkies: The Endless Obsession"         | 7:23  |
| 5.  | "Breathe In, Breathe Out" (instrumental) | 0:55  |
| 6.  | "Roboturner"                             | 7:07  |
| 7.  | "Backwards Marathon"                     | 8:27  |
| 8.  | "Medicine Wheel" (instrumental)          | 4:18  |
| 9.  | "The Primer"                             | 4:46  |
| 10. | "Autodidact"                             | 5:30  |
| 11. | "Laser Speed" (instrumental)             | 2:53  |

## Medverkande
Musiker
- Tommy Giles Rogers – sång, keyboard
- Paul Waggoner – leadgitarr, sång
- Dustie Waring – rytmgitarr
- Dan Briggs – basgitarr
- Blake Richardson – trummor, slagverk

Produktion
- Matthew Ellard – producent, mixning
- Jamie King – producent, inspelningstekniker
- Between the Buried and Me – producent
- Kris Smith – mixningsassistent
- Alan Douches – mastering
- Wes Richardson – albumkonst, layout